# 小行星8373
小行星8373（英語：8373 Stephengould）是一颗围绕太阳公转的小行星。1992年1月1日，卡罗琳·舒梅克、尤金·舒梅克在帕洛马山发现了此天体。
这颗小行星的绝对星等为55.42852等。